# 바실리 소콜롭스키
바실리 다닐로비치 소콜롭스키(Васи́лий Дани́лович Соколо́вский, 1897년 7월 21일 ~ 1968년 5월 10일)는 제2차 세계대전에서 활약한 소비에트 연방의 군사 지휘관이다. 주로 참모직을 역임했으며, 후에 소비에트 연방 원수까지 승진했다.

## 이력
소콜롭스키는 당시 러시아 제국령이던 현재 폴란드의 비아위스토크 근방의 빈농의 아들로 태어났다. 그는 농업 학교에서 교사가 되었고, 차르의 독재에 항의하는 시위를 벌이기도 했다. 10월 혁명이후 1918년 2월 붉은 군대에 입대하였다.
1919년부터 “붉은군대 군사 아카데미”에서 정규 군사교육을 받기 시작했지만, 당시 러시아 내전이 한창일 때라서 재학 중에도 자주 전선에 동원되었다. 1921년 졸업하고 투르크메니스탄에 주둔한 어떤 사단의 참모장이 되었다. 사마르칸트 근방의 전투에서 소콜롭스키는 부상을 입었지만 용맹을 떨쳐 적기 훈장을 받았다.
러시아 내전 이후 계속 참모직을 역임하였고, 모스크바 군관구의 참모장을 거쳐 마침내 총참모장 대리에 올랐다. 독일이 바르바로사 작전을 개시할 때, 소콜롭스키는 이자리에 있었다.
1941년 12월 모스크바 공방전에서 독일군이 모스크바 근방 20km까지 접근했을 때, 서부 전선군의 참모장이 되었다. 소콜롭스키는 독일군에 대한 반격작전을 입안하였고, 1943년 2월까지 이자리에 머무르다가 이후 서부 전선군의 사령관이 되었다.
소콜롭스키는 1943년 여름의 쿠르스크 전투에서 서부 전선군을 이끌었다. 1944년 4월 서부전선군이 개편되어 두개로 나뉘자, 소콜롭스키는 주코프가 사령관인 제1우크라이나 전선군의 참모장이 되었다. 이 자리에서 소련군의 베를린 공방전의 작전을 지도하여 베를린을 함락시켰다.
이후 동독 주둔 소련군 총사령관 대리를 역임하다가이 후 1946년 7월 3일 소비에트 연방 원수로 승진하는 동시에 동독 주둔 소련군 총사령관이 되었다.
1949년 국방장관 대리에 올랐고, 1952년까지 이 자리에 머무르다가 이후 소련군 총참모장에 임명되었다. 1960년 소콜롭스키는 명예직인 국방부 총감을 역임했고, 사망하는 1968년 5월 10일까지 이 자리에 있었다.

## 평가
소콜롭스키는 서방에서도 출판된 《군사 전략》(Военная стратегия)이라는 책의 저자로서 서방에서도 유명하다. 이 책은 소련군의 작전 개념을 담고 있으며, 핵전쟁에 대한 전략도 다루고 있다. 소콜롭스키는 제2차 세계대전에서 소련군의 가장 뛰어난 지휘관 중 하나이며, 작전을 짜는 참모직과 직접 부대를 지휘하는 지휘직에 모두 능해 주코프로부터 큰 신임을 받았다.
| 전임 게오르기 주코프 | 제2대 독일의 연합군 군정기 소련 군정청장 1946년 4월 10일 ~ 1949년 3월 29일 | 후임 바실리 추이코프 |

| 전임 세르게이 슈테멘코 | 제3대 소련군 총참모장 1960년 4월 ~ 1963년 3월 | 후임 마트베이 자카로프 |